# Liste der Kulturdenkmale in Bad Mondorf
In der Liste der Kulturdenkmale in Bad Mondorf sind alle Kulturdenkmale der luxemburgischen Gemeinde Bad Mondorf aufgeführt (Stand: 15. Juli 2025).

## Kulturdenkmale nach Ortsteil

### Altwies
| Bild           | Bezeichnung              | Lage                               | Beschreibung | Stufe | Eingetragen seit |
| -------------- | ------------------------ | ---------------------------------- | --- | ----- | ---------------- |
| Weitere Bilder | Wohngebäude              | 11, rue Jean-Pierre Koppes (Karte) | | PCN   | 26. Oktober 2023 |
| Weitere Bilder | Pfarrkirche St. Benedikt | rue Victor Hugo (Karte)            | Die Kirche wurde in der ersten Hälfte der 1870er Jahre im Stil des Historismus errichtet und 1875 konsekriert. Das Langhaus besitzt vier doppelte Fensterachsen, dem ein Turm mit quadratischem Grundriss vorgelagert ist. An das Langhaus schließt sich ein eingezogener Chor mit dreiseitiger Apsis an, dem eine Sakristei angegliedert wurde. | IS    | 29. März 2018    |

### Ellingen
| Bild                 | Bezeichnung                       | Lage                            | Beschreibung | Stufe | Eingetragen seit |
| -------------------- | --------------------------------- | ------------------------------- | --- | ----- | ---------------- |
| Alte Schule          | Alte Schule                       | 10A, route d’Erpeldange (Karte) | | IS    | 8. November 2017 |
| Ehemaliges Pfarrhaus | Ehemaliges Pfarrhaus              | 9, rue du Curé (Karte)          | | IS    | 26. Februar 2018 |
| Weitere Bilder       | Pfarrkirche St. Lambert           | rue d’Erpeldange (Karte)        | Im Januar 1803 wurde Ellingen zu einer selbstständigen Pfarrei erhoben. An der Stelle des heutigen Friedhofs befand sich damals eine kleine Kirche, von der heute nur der spätgotische Chor erhalten ist. In den Jahren 1871/72 wurde die heutige Pfarrkirche im neuromanischen Stil erbaut und am 1. Juni 1872 konsekriert. Das Eingangsportal liegt im Turm. Das Langhaus besitzt drei Fensterachsen mit Rundbogenfenstern. Die Glasfenster zeigen Szenen aus der Bibel und wurden von Nikolaus Brücher um 1937 geschaffen. | IS    | 29. März 2018    |
| Weitere Bilder       | Kapelle mit Wegkreuz und Friedhof | Friedhof Ellingen (Karte)       | Im Januar 1803 wurde Ellingen zu einer selbstständigen Pfarrei erhoben. Von der ehemaligen Pfarrkirche St. Lambert ist heute noch der spätgotische Chor erhalten, der als Kapelle und Leichenhalle genutzt wird. Die aufwendigen Deckenmalereien stammen von Nikolaus Brücher. | IS    | 24. Juli 2019    |

### Mondorf
| Bild                                             | Bezeichnung                                      | Lage                                         | Beschreibung | Stufe | Eingetragen seit   |
| ------------------------------------------------ | ------------------------------------------------ | -------------------------------------------- | --- | ----- | ------------------ |
| Klemm L 25, LX-MAF                               | Klemm L 25, LX-MAF                               | Rue Emile Diderrich (Karte)                  | Das Flugzeug Klemm L 25d VIIR LX-MAF stammt aus dem Jahr 1934 und ist das älteste in Luxemburg zugelassene Flugzeug. Nach einer vollständigen Restaurierung in den Jahren 2009/10 ist es heute im Luxemburgischen Luftfahrtmuseum ausgestellt. | PCN   | 11. Februar 2003   |
| Wohngebäude                                      | Wohngebäude                                      | 1, avenue Dr. Ernest Feltgen (Karte)         | | PCN   | 13. April 2012     |
| Weitere Bilder                                   | Synagoge                                         | 25, rue du Moulin (Karte)                    | Erst im Jahr 1867 ließ sich die erste jüdische Familie in Mondorf nieder. In den folgenden Jahrzehnten wuchs die jüdische Gemeinde stark und der Wunsch nach einer eigenen Synagoge kam auf, sodass 1900 einige jüdische Bürger ein Grundstück in der rue du Moulin erwarben, wo 1907/08 eine Synagoge errichtet wurde. Im Zweiten Weltkrieg wurde das Gebetshaus durch Brandstiftung zerstört, aber nie abgerissen. Nach Kriegsende wurde es 1952/53 saniert und umgebaut. Im Jahr 1974 wurde die damals in schlechtem Zustand befindliche Synagoge geschlossen. Zur Rettung renovierte die Gemeinde das Gebäude 1987/88 und erwarb es schließlich 1995. Im Jahr 2009 legte die Gemeinde Pläne vor, die Synagoge komplett zu sanieren, um dort eine Gedenkstätte einzurichten. Erst im Winter 2014/15 wurden die Renovierungsarbeiten durchgeführt. Die Räume wurden originalgetreu renoviert und eine Nachbildung des Toraschreins angefertigt. Das Gebäude ist ein einfacher trutziger Turmbau. | PCN   | 2. März 2018       |
| Weitere Bilder                                   | Montée Ungeschick                                | Montée Ungeschick (Karte)                    | Die „Montée Ungeschick“ ist eine steinerne Treppe, die von der rue St-Michel zum höher liegenden Vorplatz der Kirche St. Michael führt. Ihr Name erinnert an den Stifter und ersten Pfarrer der Kirche Nikolaus Ungeschick. Im Zentrum der Treppe steht auf einem Absatz ein Baldachin mit Pietà, die von dem Bildhauer J. Reyter aus Altwies geschaffen wurde. | PCN   | 2. März 2018       |
| Weitere Bilder                                   | Ausstattung der Michaelskirche                   | Allée Jean-Linster (Karte)                   | | PCN   | 26. April 2019     |
| Weitere Bilder                                   | Pfarrkirche St. Michael                          | Allée Jean-Linster (Karte)                   | Die Barockkirche wurde zwischen 1764 und 1766 nach Plänen des Echternacher Klosterarchitekten Paul Mungenast erbaut. Das Langhaus besitzt vier Fensterachsen und ist reich gegliedert. Daran schließt sich der Chor an. Im Westen sitzt ein hoher Kirchturm über quadratischem Grundriss, in dem das Eingangsportal sitzt. Über dem Portal steht in einer Nische eine Figur des Erzengels Michael. Die aufwendigen Fresken im halbrunden Chor zeigen den Kampf zwischen dem Erzengel Michael und dem Dämon und die Himmelfahrt Marias und wurden von dem Maler Jean-Georges Weiser geschaffen. | PCN   | 26. April 2019     |
| Gebäudeensemble                                  | Gebäudeensemble                                  | 3, 5, 7 und 9, route de Remich (Karte)       | | PCN   | 3. Februar 2023    |
|                                                  | Gebäude                                          | 25, allée Saint-Christophe (Karte)           | | PCN   | 26. Oktober 2023   |
|                                                  | Gebäude                                          | 1, rue de la Libération (Karte)              | | PCN   | 19. Februar 2025   |
| Häuser                                           | Häuser                                           | 8, 10, 12, 14, 16, avenue des Bains (Karte)  | Gebäudeensemble aus Wohnhäusern im Jugendstil, die der Industrielle Charles Bettendorf erbauen ließ. | IS    | 17. Januar 1984    |
|                                                  | Gebäude                                          | avenue des Bains (Karte)                     | Ein Gebäude, das zur Schutzzone 8, 10, 12, 14 und 16, avenue des Bains gehört | IS    | 17. Januar 1984    |
| Allee mit alten Birnbäumen „Neelchesbiren“       | Allee mit alten Birnbäumen „Neelchesbiren“       | (Karte)                                      | Straße/Feldweg von der Kreuzung CR152 und CR150 (Gemeinde Bürmeringen) in Richtung N-NW bis zur Kreuzung mit einem Feldweg von Ellingen, von dort in Richtung W-NW bis zur Kreuzung der Straßen Bellevue und rue des Martyrs auf dem Gebiet der Gemeinde Mondorf. Die mit rund 200 alten Birnbäumen beiderseits bestandene Allee führt von Mondorf nach Emeringen. Sie ist verkehrsfrei und rund 1,3 km lang. Im Jahr 2008 mussten viele der Bäume stark zurückgeschnitten werden, andere gefällt und durch neue ersetzt werden. Der größte Baum hat einen Umfang von 2,32 m und eine Höhe von 15 m. | IS    | 17. September 2001 |
| Wohngebäude mit Schutzzone darum                 | Wohngebäude mit Schutzzone darum                 | 52, route de Luxembourg (Karte)              | | IS    | 6. Mai 2004        |
| Wohngebäude                                      | Wohngebäude                                      | 32, avenue des Bains (Karte)                 | | IS    | 11. November 2009  |
| Wohngebäude                                      | Wohngebäude                                      | 30, avenue des Bains (Karte)                 | | IS    | 28. April 2010     |
| Ehemalige Post                                   | Ehemalige Post                                   | 25, avenue François Clement (Karte)          | | IS    | 27. Januar 2012    |
| Weitere Bilder                                   | Ehemalige Grenzstation                           | CR149/D1 (Karte)                             | Die kleine Grenzstation befindet sich am Grenzübergang zwischen Luxemburg und Frankreich auf einer Brücke über dem Grenzflüsschen Gander. Erbaut wurde der Pavillon im Jahr 1924 im historisierenden Neobarock. Im Jahr 2017 wurde er renoviert. | IS    | 3. August 2016     |
| Ehemalige Gendarmerie                            | Ehemalige Gendarmerie                            | 26-32, route de Remich (Karte)               | | IS    | 5. September 2017  |
| Weitere Bilder                                   | „Al Thermen“ (Ehemaliges Kurhaus)                | (Karte)                                      | | IS    | 5. September 2017  |
| Gebäude „Source Kind“ und „Waasserhaus“          | Gebäude „Source Kind“ und „Waasserhaus“          | Mondorfer Park (rue Emile Diderrich) (Karte) | | IS    | 5. September 2017  |
|                                                  | Gebäude                                          | 8-8A, rue du Moulin (Karte)                  | | IS    | 15. November 2017  |
| ehemaliges Kloster (jetzt Hotel „Am Klouschter“) | ehemaliges Kloster (jetzt Hotel „Am Klouschter“) | 8, avenue Marie-Adelaïde (Karte)             | | IS    | 8. November 2017   |
| Wohngebäude                                      | Wohngebäude                                      | 6A, rue du Moulin (Karte)                    | | IS    | 25. April 2019     |

Legende: PCN – Immeubles et objets bénéficiant des effets de classement comme patrimoine culturel national; IS – Immeubles et objets inscrits à l’inventaire supplémentaire

## Quelle
- Liste des immeubles et objets beneficiant d’une protection nationales, Nationales Institut für das gebaute Erbe, Fassung vom 9. Juni 2023, S. 92 ff. (PDF)